# Joe Glanfield
Jonathan "Joe" James Glanfield (Londres, 6 de agosto de 1979) é um velejador britânico.

## Carreira
Joe Glanfield representou seu país nos Jogos Olímpicos de 2000, 2004 e 2008 na qual conquistou duas medalhas de prata na classe 470. 